# Ava (Misuri)
Ava es una ciudad ubicada en el condado de Douglas en el estado estadounidense de Misuri. En el Censo de 2010 tenía una población de 2993 habitantes y una densidad poblacional de 349,86 personas por km².

## Geografía
Ava se encuentra ubicada en las coordenadas 36°57′23″N 92°39′57″O / 36.95639, -92.66583. Según la Oficina del Censo de los Estados Unidos, Ava tiene una superficie total de 8.55 km², de la cual 8.54 km² corresponden a tierra firme y (0.12%) 0.01 km² es agua.

## Demografía
Según el censo de 2010, había 2993 personas residiendo en Ava. La densidad de población era de 349,86 hab./km². De los 2993 habitantes, Ava estaba compuesto por el 97.56% blancos, el 0.13% eran afroamericanos, el 0.47% eran amerindios, el 0.23% eran asiáticos, el 0% eran isleños del Pacífico, el 0.23% eran de otras razas y el 1.37% pertenecían a dos o más razas. Del total de la población el 1% eran hispanos o latinos de cualquier raza.